# Ferhat Draga
Ferhat Draga (1873 Kosovska Mitrovica, Osmanská říše – 2. prosince 1944 Kralan, okres Đakovica, Albánské království/Jugoslávie) byl jugoslávský politik albánské národnosti. V letech 1919–1925 byl předsedou strany Džemijet.

## Životopis
Draga byl politicky aktivní již během rakousko-uherské okupace Srbska (1915–1918). Podunajská monarchie v tomto čase získala kontrolo i nad Kosovem a Draga pomáhal nové správě získávat dobrovolníky pro boj na východní frontě proti Rusku.
Po skončení války se svým bratrem Nexhipem Dragou dostal do čela strany Džemijet. V roce 1925 byl po rozporu s tehdejším premiérem Nikolou Pašićem uvězněn a stranu postihl úřední zákaz. Po propuštění z vězení se aktivně věnoval boji proti vystěhovávání Albánců z Kosova do Albánie a Turecka. Po nějakou dobu byl také starostou Kosovské Mitrovice.
Během druhé světové války oponoval nástupu komunistů k moci. Podporoval naopak italskou okupaci Albánie (1939–1943) a po dubnové válce 1941 příchod fašistů do Kosova. Když Itálie roku 1943 kapitulovala, Kosovo zabrali Němečtí nacisté (1943–1944).